# Keserov Potok
Keserov Potok is een plaats in de gemeente Krnjak in de Kroatische provincie Karlovac. De plaats telt 12 inwoners (2001).